# Fernando Martinez Sommer
Fernando Martinez Sommer (né le 9 novembre 1989) est un cavalier mexicain de saut d'obstacles. 
Il participe aux Jeux équestres mondiaux de 2018 en individuel et par équipes. 

## Biographie
Sa famille n'est pas originaire du monde équestre ; cependant il témoigne s'être intéressé aux chevaux dès l'âge de trois ans. Il débute l'équitation sur poney à l'âge de cinq ans. Il suit des études de comptabilité en fin d'adolescence, et commence à monter des chevaux pour d'autres personnes au lycée.
Lorsqu'il a vingt ans, le cavalier mexicain Gerardo Tazzer le contacte à la suite de son accident qui l'a paralysé ; il lui demande de travailler pour lui en montant ses chevaux de concours au Mexique afin qu'il continue son activité de commerce.
Il s'installe en Belgique, puis aux Pays-Bas en 2019 avec son épouse Mariel Vicroria Aguirre, afin de poursuivre son entraînement au saut d'obstacles de haut niveau.
Il a participé aux Jeux équestres mondiaux de 2018 avec l'équipe nationale mexicaine. Il vise une participation aux Jeux olympiques d'été de 2024 à Paris, avec son cheval High Five.

## Palmarès
Il était encore très peu connu du monde du saut d'obstacles avant l'année 2022, et sa victoire à Cannes en juin de cette même année. Il participe au circuit Global Champions Tour en 2023 et 2024, dans l'équipe des Prague Lions.
- juin 2022 : vainqueur du CSI5* de Cannes, avec Charlie Harper[3],[8] ;
- septembre 2023 : vainqueur du CSI3* d'Opglabbeek avec Lady van de Haarterhoeve[9] ;

## Chevaux
Il monte notamment les chevaux Cor Bakker, Charlie Harper (Westphalien) et High Five (KWPN).